# Kingdom Come: Deliverance
Kingdom Come: Deliverance (укр. При́йде Ца́рство: Визволення) — однокористувацька рольова відеогра від першої особи з відкритим світом. Розроблена чеською компанією Warhorse Studios. Випущена німецькою медіакомпанією Deep Silver для платформ Microsoft Windows, PlayStation 4 й Xbox One. Події відеогри відбуваються в Богемському королівстві початку XV ст., складовій Священної Римської імперії. Розробники відеогри намагались якомога точніше передати вигляд одягу, зброї, архітектури й суспільний устрій середньовічної Чехії. Випуск відеогри відбувся 13 лютого 2018 року.
5 липня 2018 року вийшло перше доповнення «From the Ashes», яке дало гравцю можливість відбудувати зруйноване поселення Прибіславицю. 16 жовтня 2018 року вийшло друге доповнення «The Amorous Adventures of Bold Sir Hans Capon», в якому гравець допомагатиме Гану, підкорити серце доньки м'ясника. 5 лютого 2019 року вийшло третє повноцінне доповнення до відеогри «Band of Bastards», в якому гравець допомагатиме вартовим патрулювати місцевість довкола міста Ратай.
19 грудня 2020 року відеогра отримала офіційну українську локалізацію, створену спілкою «Шлякбитраф» (SBT Localization).
Гра отримала загалом позитивні відгуки від критиків на ПК, тоді як рецензії на консольні версії були змішаними. Хвалили сюжет, увагу до деталей і акцент на реалізм, тоді як критика була спрямована на технічні помилки. Станом на листопад 2024 року було продано понад 8 мільйонів копій. 
Продовження, Kingdom Come: Deliverance II, вийшло в лютому 2025 року.

## Ігровий процес
Kingdom Come: Deliverance є рольовою відеогрою у відкритому світі, де усі дії відбуваються від першої особи. У грі присутня безкласова система прокачування персонажа, а прокачування навичок (верхова їзда, алхімія, полювання тощо) здійснюється в залежності від дій головного героя. За допомогою розгалуженої системи діалогів, репутація персонажа може змінюватися протягом усієї гри. Під час бесід, певні вибори гравця матимуть свій вплив на майбутнє й на відносини до Генріха, головного героя гри.

### Обладнання
Протягом гри гравець може використовувати різноманітну зброю, а саме: мечі (одноручні, півтораручні й дворучні), ножі, моргенштерни, луки. При використанні одного з яких, буде прокачуватися певна навичка (володіння одноручним мечем, володіння щитом тощо), що в майбутньому дозволить вправніше керувати зброєю (відкриття різноманітних комбінацій та талантів).
Одяг в грі відіграє значу роль. Кожен тип одягу забезпечує певні різні рівні захисту від різних видів зброї. Обладунки ж бувають 5-х різновидів: латні, пластинчасті, бригантина, гамбезон та кольчуга. Якщо ж носити обладунок протягом значного часу після битв або ж сутичок, то це зобразиться на зовнішньому вигляді головного героя: брудний та кривавий обладунок знизить харизму персонажа. Всього для спорядження (екіпірування) в грі присутні 20 слотів (шолом, шпори, кольчуга на тіло, обладунок на тіло тощо). У відеогрі також присутні обладунки й для власного коня головного героя.
Після перших початкових завдань у головного персонажа з'являється власний кінь, з допомогою якого можна набагато швидше подорожувати між містами та, верхи на коні, долати ворогів. У відеогрі кінь здатен стрибати та перестрибувати перешкоди, а також, при натисканні певних клавіш гравцем, автоматично рухатися вперед по доріжках середньовічної Чехії. Коня, як і в деяких інших відеоіграх подібного жанру, можна призвати усюди, окрім будівель. Якщо ж у персонажа перенавантаження від великої кількості речей в інвентарі, то частину з них можна перенести до інвентарю коня, який збільшується або зменшується в залежності від характеристик обраного коня.

### Система бою
У відеогрі використовується ускладнена система бою, яка базується на фізичній системі (реакції супротивників, їх уваги до атак та захисту ворога) з використанням зворотної кінематики. Ця система спрямована на додавання більшої різноманітності й реалізму в системі бою, в поєднанні з різними основними бойовими рухами та комбінаціями, котрі можуть бути розблоковані за допомогою прокачування певних навичок. Різні види зброї мають різні характеристики, що робить їх корисними для різних цілей. Наприклад, одноручний меч — це швидка зброя для удару та парирування, але не дуже ефективна проти важких обладунків.

### Реалізм
В Kingdom Come: Deliverance також присутні елементи виживання: потреби в їжі та відпочинку, система захворювань. Обладнання та обладунки (кольчуга, меч, лук тощо) з часом можуть погіршувати свою ефективність, й тому вимагатимуть ремонту, який можна здійснити власноруч, або ж відремонтувавши річ у коваля чи збройного майстра. Продовольчі товари (яблука, моркву, різноманітне м'ясо тощо) можна придбати у купця, знайти під час подорожей, пограбувавши когось чи щось тощо. Як і обладнання, харчові продукти з часом псуються, але їх можна буде з'їсти й опісля їх зіпсування, проте персонаж може отруїтись.
Неігрові персонажі мають свій розклад дня, тому не можна просто зайти до купця о пізній годині чи завітати до чиєїсь оселі рано-вранці коли всі сплять. Якщо хтось помітив злочин головного героя, то неігровий персонаж якомога швидше намагатиметься повідомити про подію стражу міста чи поселення. Порушення закону можуть призвести до штрафів для головного героя або ж довгочасного перебування у в'язниці.
Додаткові й сюжетні завдання у відеогрі є нелінійними, тобто їх можна проходити різними шляхами.

#### Складний режим
Разом із платним доповненням «From the Ashes» розробники також оновили відеогру до нової версії, в яку додали ускладнений режим для проходження. При ввімкнені цього режиму будуть приховуватися більшість із елементів інтерфейсу (шкала здоров'я та витривалості, навігаційний компас завдань та споруд тощо).

### Система турнірів
Восени 2018 року разом із новим платним доповненням вийшло також й безкоштовне оновлення до Kingdom Come: Deliverance, яке додало до відеогри систему турнірів. Турніри проходитимуть в місті Ратає, а персонаж, здолавши всіх супротивників, отримуватиме значну винагороду.

## Сюжет
Події відеогри відбуваються в часи ворожнечі двох братів за престол Богемії в 1403 році — богемського короля Венцеслава IV та угорського Сигізмунда, половецькі найманці якого нападають на гірське поселення Скалиця, головне джерело срібла в навколишніх територіях та рідна домівка головного персонажа гри. Гравцю доведеться відігравати роль сина коваля Генріха, який пережив криваву різанину й опісля подій в Скалиці, вступив на службу до пана Радцига Кобили, керівника руху опору проти вторгнення половців Сигізмунда. Оскільки Генріх прагне помститися за вбивство власних батьків, він бере участь у відновленні молодого законного короля Богемії, Венцеслава IV, на престол.

### Місцевості
- Ледечко
- Ратай (місто і замок дому Липських; Піркштейн; Церква святого Матвія)
- Прибиславиць
- Сазава і Сазавський монастир (обитель Ордену святого Бенедикта)
- Скалиця
- Талмберк
- Ужиця

## Розробка
Kingdom Come: Deliverance бере початок своєї історії з 2009 року, коли один із головних робітників «2K Чехія», Данієль Вавра, покидає компанію, та з невеликою командою починає шукати інвесторів задля їх першого ігрового проекту. Вдалих зборів для відеогри новоутворена команда не здобула й вже планувала відмовитися від проекту. Але з часом проектом зацікавився чеський мільярдер Зденек Бакал, який згодом забезпечив фінансування розробки прототипу відеогри. 21 липня 2011 року була заснована компанія Warhorse Studios, яка й займалася розробкою гри.
9 лютого 2012 року Warhorse Studios вперше оголосила, що працює над поки не анонсованою рольовою грою. Після сімнадцяти місяців, які компанія витратила на створення прототипу гри, Warhorse Studios розпочала закликати міжнародних інвесторів до їх проекту. Проект не зацікавив інвесторів, на яких сподівалася компанія, і після недовготривалих перемовин, компанія досягла лише незначного прогресу в інвестиціях.
22 січня 2014 року Warhorse Studios розпочала маркетингову кампанію, спрямовану на збір грошей за допомогою сайту фінансування творчих проектів за схемою краудфандингу, Kickstarter. Метою стало отримання 10 %, 300 000 фунтів стерлінгів, від загального бюджету, щоб продемонструвати інвесторам, що грою сильно зацікавлена немала кількість людей. 20 лютого 2014 року збір грошей завершився, а загальна сума склала 1 106 371 фунт стерлінгів, але навіть після закінчення кампанії на вебсайті Kickstarter, фінансування від людей продовжувалося на вебсайті студії. 1 жовтня 2014 року збори досягли 2 002 567 доларів США. Публічний альфа-доступ відбувся 22 жовтня 2014 року, а бета-версія була випущена для прихильників гри 3 березня 2015 року. 29 вересня 2016 року Warhorse Studios підписали угоду з видавництвом Deep Silver. Головні звукові оформлення гри записали Ян Валта та Адам Спорк.
Реліз гри в усьому світі відбувся 13 лютого 2018 року. Наступного дня вийшов перший патч до відеогри під назвою «День перший».
В інтерв'ю для журналу Forbes у Чехії Данієль Вавра заявив, що собівартість відеогри становила приблизно 36,5 мільйона доларів США, враховуючи маркетингові затрати.

### Після випуску
В травні 2018 року було опубліковане зображення, на якому можна побачити приблизну дату виходу усіх доповнень до відеогри.
Влітку 2018 року, двоє представників компанії дали інтерв'ю вебсайту RedBull, в якому поділилися майбутніми планами щодо відеогри та розповіли деяку інформацію стосовно першого доповнення, From the Ashes. Також було заявлено, що Kingdom Come: Deliverance не буде портовано на гральну консоль Nintendo Switch.

## Локалізація
З червня 2018 року триває офіційний переклад Kingdom Come: Deliverance українською мовою спілкою перекладачів «ШлякБиТраф». У грі близько 600 000 слів.
Графік процесу:
- Станом на 5 травня 2019 року було перекладено 54 %, і відредаговано 9 % відповідно.
- 4 червня — 65 % перекладено, без DLC.
- 7 липня стало відомо, що переклад основної частини гри вже завершений, залишалося лише перекласти побічні завдання і відредагувати усе.
- Після сезону відпусток, серпня, 1 вересня стан перекладу був такий: 83 % перекладено, 13 % відредаговано.
- 25 січня 2020 року Софія Шуль, творчий керівник локалізаторської спілки «ШлякБиТраф» («SBT Localization») поділилася двома знімками з бета українізованої-версії Kingdom Come: Deliverance. Вона також повідомила, що вихід перекладу запланований 2020 року.[20]
- 19 грудня 2020 року українська локалізація була офіційно додана до відеогри[21].

## Завантажуваний вміст
Відеогра була розширена кількома доповненнями. «From the Ashes» (5 липня 2018), яке надає гравцю можливість відбудувати зруйноване половцями поселення, Прибіславицю, а після відбудови якого — доповнювати, прокачувати поселення й надалі та допомагати мешканцям з їх проблемами, виконуючи їх прохання, та «The Amorous Adventures of Bold Sir Hans Capon» (16 жовтня 2018), яке розширює сюжетну лінію одного з головних персонажів гри, Ганса, справжнього спадкоємця поселення Ратає. Ще одне, вже третє за рахунком, доповнення, «Band of Bastard», яке доповнило гру кількома сюжетними квестами, вийшло 5 лютого 2019 року.
За словами Warhorse Studios, всього планується випустити 4 платних та 5 безкоштовних доповнень.
| Назва                                         | Дата випуску    | Опис |
| --------------------------------------------- | --------------- | --- |
| O.S.T. Essentials                             | 14 лютого 2018  | Платний вміст, після придбання якого дає можливість, не запускаючи Kingdom Come: Deliverance, прослуховувати музичний супровід відеогри. Композитор — Ян Валта та Адам Спорк. Загалом усі записані композиції триватимуть 50 хвилин. |
| Art Book                                      | 14 лютого 2018  | Платна електронна книга ілюстрацій та концептуальних зображень з деякою супутньою інформацією до відеогри. |
| HD Voice Pack — English                       | 30 березня 2018 | Безкоштовне розширення, яке додає якісніший дубляж англійською мовою. |
| HD Voice Pack — German                        | 30 березня 2018 | Безкоштовне розширення, яке додає якісніший дубляж німецькою мовою. |
| HD Voice Pack — French                        | 30 березня 2018 | Безкоштовне розширення, яке додає якісніший дубляж французькою мовою. |
| HD Texture Pack                               | 30 березня 2018 | Безкоштовне розширення, яке при встановленні дає можливість грати з текстурами високої роздільності (hd текстурами). |
| HD Sound Pack                                 | 30 березня 2018 | Безкоштовне розширення, яке додає якісніші звуки. |
| Treasures of The Past                         | 11 квітня 2018  | Платне розширення до відеогри (безкоштовне для спонсорів на Kickstarter), яке додає до гри 5 карт скарбів, що залишилися від вигнаних Сигізмундом лордів, бандитів та інших заможних осіб й угрупувань. Розшукуючи заховані скарби, також, можна знайти чотири нових видів обладунків, стилізованих під логотип компанії-розробника. За легендами гри, ці обладунки належали стародавньому племені Warhorse, воїни якого очистили Богемське королівство від драконів. |
| From the Ashes                                | 5 липня 2018    | Перше доповнення до відеогри; надає гравцю можливість взяти участь у зведенні нового поселення. За сюжетом, персонажа гравця було призначено бейліфом зруйнованого половцями поселення, Прибіславиці. Гравцю доведеться вирішувати всі питання пов'язані з селищем: які будувати будівлі, яких людей селити в поселенні, як вирішувати суперечки селян тощо. Кожна будівля в поселенні є унікальною і має власні шляхи модернізації, матеріальні та трудові вимоги. За словами розробників, в середньому для повного проходження доповнення (придбанні всіх поліпшень, виконанні всіх квестів тощо) звичайному гравцю знадобиться в середньому 15-20 годин реального часу. Разом із доповненням вийшло також безкоштовне оновлення до гри, яке додало новий тяжкий рівень складності. |
| The Amorous Adventures of Bold Sir Hans Capon | 16 жовтня 2018  | Друге доповнення до відеогри, за сюжетом якого, персонаж гравця допомагатиме одному з персонажів гри, Гану, підкорити серце доньки м'ясника, Керолін. За словами Тобіаса Стольця, піар менеджера компанії, в середньому для повного проходження знадобиться 10-15 годин реального часу. |
| Band of Bastards                              | 5 лютого 2019   | Третє доповнення до відеогри, за сюжетом якого, персонаж допомагатиме групі найманців патрулювати дороги навколо міста Ратає. |
| A Women's Lot                                 | 28 травня 2019  | Відомо, що доповнення дасть можливість гравцю зіграти за жіночого персонажа й додасть собаку як супутника головної героїні. Разом із доповненням планується вихід системи, яка полегшить розроблювати сторонні модифікації. Також відомо, що для людей, котрі пожертвували кошти компанії для розробки відеогри на Kickstarter, доповнення буде безкоштовним. |

## Колекційне видання
25 червня 2019 року було видано колекційне видання гри, під назвою «Kingdom Come: Deliverance Royal Collector's Edition» від Deep Silver та Warhorse Studios.
Крім кодів на гру та повний набір доповнень, в нього також увійшло:
1. Двосторонній постер з мапою ігрового світу та концепт-артом доповнення A Woman's Lot;
2. 15-сантиметрова фігурка Терези;
3. Диск з саундтреком гри;
4. Blu-Ray диск з документальними відео Making of Kingdom Come та Fechtbuch: The Real Swordfighting;
5. Значок з логотипом гри.

## Сприйняття
| Агрегатор  | Оцінка                                 |
| ---------- | -------------------------------------- |
| Metacritic | (PC) 76/100 (PS4) 69/100 (XONE) 68/100 |

| Видання                    | Оцінка  |
| -------------------------- | ------- |
| Electronic Gaming Monthly  | 3.5/10  |
| Game Informer              | 5.75/10 |
| GameRevolution             | 4.5/5   |
| GameSpot                   | 8/10    |
| IGN                        | 8/10    |
| PC Gamer (Велика Британія) | 84/100  |

| Видання | Оцінка |
| ------- | ------ |
| ITC     | 4.5/5  |
| PlayUA  | 70/100 |

Відгуки щодо гри можуть сильно різнитись, проте в цілому критики повністю згодні з тим, що Warhorse Studios виконала великий обсяг роботи при розробці деяких компонентів відеогри (система бою, елементи виживання тощо), але й те, що компанія не впоралася з технічною стороною гри: більшість незадоволених відгуків стосуються саме наявності в грі великої кількості помилок (неможливість виконання деяких сюжетних або додаткових завдань, помилки при запуску відеогри тощо). Проте, це не завадило грі стати однією з найпопулярніших відеоігор 2018 року.
На вебсайті «Metacritic» відеогра отримала 76 балів зі 100, на основі відгуків від 60 критиків, що в цілому вказує на «здебільшого сприятливі відгуки», проте версії відеогри для PlayStation 4 та Xbox One отримали в цілому змішані відгуки, 69 та 68 балів зі 100.
Американські журнали присвячені відеоіграм, «EGM» та «Game Informer», розкритикували складну систему збереження гри, довгий час завантаження місцевостей та велику кількість багів, пояснюючи тим, що з 30 годин їхньою гри, вони мали змогу зіграти лише 19. «Game Informer» додав, що «…допоки розробники не випустять принаймні декілька патчів, слід уникати пригод Їндржиха (Індрика, Генріха) в цій відеогрі…».
Українське інтернет-видання «PlayUA» оцінило відеогру на 70 балів зі 100. У своєму огляді вебсайт хвалив автентичність гри, гарну графіку та деякі механіки відеогри (читання, алхімію, верхову їзду тощо), але критикував слабкий сюжет та деяку складність в освоєнні відкритого світу самотужки.

### Продажі
Вже в перший день Kingdome Come: Deliverance посіла перше місце з продажів в сервісі Steam. А через декілька днів, режисер гри, Данієль Вавра, оголосив, що за перші два дні було продано понад 500 тисяч примірників, з яких 300 тисяч були продані саме через Steam. Протягом двох тижнів було продано вже понад мільйон копій відеогри на всіх платформах.
У лютому 2024 року Warhorse оголосила, що продажі перевищили 6 мільйонів копій. У листопаді вони повідомили, що продали понад 8 мільйонів копій.

### Нагороди та номінації
В жовтні 2018 року відеогра отримала нагороду за найкращий наратив року за версією CEEGA (Central & Easter European Game Awards). Наприкінці того ж року Steam опублікував сотню найпопулярніших ігор 2018 («100 кращих ігор, виміряних за валовим доходом цього року»), серед яких була й Kingdom Come: Deliverance, яка посіла «золоте» місце в даній номінації.
| Список нагород і номінацій відеогри «Kingdome Come: Deliverance» | Список нагород і номінацій відеогри «Kingdome Come: Deliverance»         | Список нагород і номінацій відеогри «Kingdome Come: Deliverance» | Список нагород і номінацій відеогри «Kingdome Come: Deliverance» | Список нагород і номінацій відеогри «Kingdome Come: Deliverance» | Список нагород і номінацій відеогри «Kingdome Come: Deliverance» |
| Рік                                                              | Нагорода / Подія                                                         | Категорія                                                        | Номінант                                                         | Результат                                                        | Дж.                                                              |
| ---------------------------------------------------------------- | ------------------------------------------------------------------------ | ---------------------------------------------------------------- | ---------------------------------------------------------------- | ---------------------------------------------------------------- | ---------------------------------------------------------------- |
| 2017                                                             | Game Critics Awards                                                      | Best RPG                                                         | Kingdom Come: Deliverance                                        | Номінація                                                        | [ 49 ]                                                           |
| 2017                                                             | Gamescom                                                                 | Best PC Game                                                     | Kingdom Come: Deliverance                                        | Перемога                                                         | [ 50 ]                                                           |
| 2018                                                             | Golden Joystick Awards                                                   | PC Game of the Year                                              | Kingdom Come: Deliverance                                        | Номінація                                                        | [ 51 ]                                                           |
| 2018                                                             | International Festival of Film Music and Multimedia Soundtrack Poděbrady | Special Achievement in Multimedia Award                          | Ян Валта та Адам Спорка                                          | Перемога                                                         | [ 52 ] [ 53 ]                                                    |
| 2018                                                             | Central and Eastern European Game Awards                                 | Best Game                                                        | Kingdom Come: Deliverance                                        | Номінація                                                        | [ 54 ]                                                           |
| 2018                                                             | Central and Eastern European Game Awards                                 | Technology                                                       | Kingdom Come: Deliverance                                        | Номінація                                                        | [ 54 ]                                                           |
| 2018                                                             | Central and Eastern European Game Awards                                 | Narrative                                                        | Kingdom Come: Deliverance                                        | Перемога                                                         | [ 54 ]                                                           |
| 2018                                                             | Premios MundoBSO 2018                                                    | Mejor BSO juego o videojuego                                     | Ян Валта та Адам Спорка                                          | Номінація                                                        | [ 55 ]                                                           |
| 2018                                                             | Gamers' Choice Awards                                                    | Fan Favorite Role Playing Game                                   | Kingdom Come: Deliverance                                        | Номінація                                                        | [ 56 ]                                                           |
| 2018                                                             | Australian Games Awards                                                  | RPG of the Year                                                  | Kingdom Come: Deliverance                                        | Номінація                                                        | [ 57 ]                                                           |
| 2018                                                             | Dare To Game: Awards                                                     | RPG of the Year                                                  | Kingdom Come: Deliverance                                        | Перемога                                                         |                                                                  |
| 2018                                                             | Dare To Game: Awards                                                     | Game of the Year                                                 | Kingdom Come: Deliverance                                        | Перемога                                                         |                                                                  |
| 2018                                                             | Dare To Game: Awards                                                     | Developer of the Year                                            | Warhorse Studios                                                 | Перемога                                                         |                                                                  |
| 2019                                                             | Player's Awards                                                          | Game of the Year                                                 | Warhorse Studios                                                 | Номінація                                                        | [ 58 ]                                                           |
| 2019                                                             | Player's Awards                                                          | Game Story of the Year                                           | Warhorse Studios                                                 | Номінація                                                        | [ 58 ]                                                           |
| 2019                                                             | Player's Awards                                                          | RPG Game of the Year                                             | Warhorse Studios                                                 | Перемога                                                         | [ 58 ]                                                           |
| 2019                                                             | Player's Awards                                                          | PC Game of the Year                                              | Warhorse Studios                                                 | Перемога                                                         | [ 58 ]                                                           |
| 2019                                                             | Player's Awards                                                          | Czech-Slovak Game of the Year                                    | Warhorse Studios                                                 | Перемога                                                         | [ 58 ]                                                           |
| 2019                                                             | Player's Awards                                                          | Game Soundtrack of the Year                                      | Warhorse Studios                                                 | Номінація                                                        | [ 58 ]                                                           |
| 2019                                                             | Czech Game of the Year Awards                                            | Developer's Award — Main Award                                   | Warhorse Studios                                                 | Номінація                                                        |                                                                  |
| 2019                                                             | Czech Game of the Year Awards                                            | Game Journalists Award                                           | Warhorse Studios                                                 | Номінація                                                        |                                                                  |
| 2019                                                             | Czech Game of the Year Awards                                            | Youtuber's Award                                                 | Warhorse Studios                                                 | Перемога                                                         |                                                                  |
| 2019                                                             | Czech Game of the Year Awards                                            | Audiovisual Execution                                            | Warhorse Studios                                                 | Номінація                                                        |                                                                  |
| 2019                                                             | Czech Game of the Year Awards                                            | Best Game Design                                                 | Warhorse Studios                                                 | Перемога                                                         |                                                                  |
| 2019                                                             | Czech Game of the Year Awards                                            | Best Technological Solution                                      | Warhorse Studios                                                 | Перемога                                                         |                                                                  |